# Justin Welby
Justin Portal Welby (Londres, 6 de enero de 1956) es un obispo y teólogo de la Iglesia de Inglaterra. Fue obispo de Durham (2011-2013) y arzobispo de Canterbury (2013-2025). Tomó posesión de su sede de Canterbury el 21 de marzo de 2013 y su mandato finalizó el 7 de enero de 2025, siendo la persona número 105 en ocupar dicho arzobispado. Como tal, fue el metropolitano de la Provincia de Canterbury, primado de la Iglesia de Inglaterra y líder espiritual de la Comunión anglicana.

## Biografía
Es hijo de Gavin, empresario, y de Jane, secretaria privada de Winston Churchill, que se separaron cuando Welby tenía tres años. Está casado con Caroline Eaton, con la que tuvo seis hijos, aunque su primera hija murió en un accidente en París en 1983, cuando tenía siete meses de edad. Se educó en el Eton College y en el Trinity College, donde estudió Historia y Derecho.
Trabajó en París en la compañía petrolera de Elf Aquitaine y, entre 1984 y 1987, fue tesorero del grupo de exploración de crudo Enterprise Oil. Tras este período, comenzó a estudiar Teología en el St. John's College de la Universidad de Durham hasta que en 1993 fue ordenado sacerdote, posteriormente rector de la iglesia de St. James, vicario de Ufton, en 2007 deán (decano) de la Catedral de Liverpool y en 2011 obispo de Durham, accediendo con ello a la cámara alta del Parlamento de Westminster como Lord espiritual.

### Arzobispo de Canterbury
El 9 de noviembre de 2012 fue nombrado arzobispo de Canterbury, en sustitución de Rowan Williams, por el gobierno del Reino Unido y aprobado por la reina Isabel II en su condición de suprema gobernadora de la Iglesia anglicana. Su ceremonia de confirmación de elección para la Sede de Canterbury tuvo lugar en la Catedral de San Pablo el 4 de febrero de 2013 (con esto, se convirtió legalmente en arzobispo de Canterbury) y fue entronizado como arzobispo el 21 de marzo de 2013 en la Catedral de Canterbury.
Welby ha sido un firme defensor de la consagración anglicana de mujeres como obispos y en noviembre de 2013 declaró que su objetivo era ordenar mujeres como obispos, dejando espacio para quienes no estaban de acuerdo. En julio de 2014 se aprobó una legislación ligeramente revisada para permitir que las mujeres sean ordenadas obispos en la Iglesia de Inglaterra y se convirtió en ley en noviembre de 2014.
En enero de 2019, Welby, respondiendo a los sacerdotes anglicanos que desertaban a la Iglesia católica romana, afirmó que no le importaba que la gente se fuera para unirse a otras denominaciones siempre y cuando fueran "discípulos fieles de Cristo".
Ha sido un firme defensor del ecumenismo. En 2023 viajó junto con el papa Francisco a Sudán del Sur para promover la paz y la reconciliación en un país azotado por la guerra civil y la pobreza, el primer viaje de este tipo realizado por un líder de la Iglesia de Inglaterra y un Papa católico romano.
El mandato de Welby como arzobispo coincidió con la ordenación de Libby Lane como la primera obispa de la Iglesia en 2014 y la aprobación de las bendiciones para parejas del mismo sexo en 2023. Ofició en varios eventos notables, como la boda del príncipe Harry y Meghan Markle en 2018, el funeral de Isabel II en 2022 y la coronación del rey Carlos III y Camila el 6 de mayo de 2023.

#### Renuncia
En noviembre de 2024, Welby enfrentó pedidos de renuncia por parte de varios miembros de la Iglesia de Inglaterra luego de la publicación de una revisión independiente sobre el manejo por parte de la Iglesia de las acusaciones de abusos físicos y sexuales cometidos por el abogado John Smyth en campamentos administrados por la Iglesia en las décadas de 1970 y 1980. De acuerdo al informe, que se hizo público el 7 de noviembre, la Iglesia de Inglaterra había tenido conocimiento desde julio de 2013 sobre dichos abusos pero muchos responsables los conocían desde la década de 1980 y los mantuvieron en silencio como parte de una “campaña de encubrimiento”. John Smyth fue nombrado “posiblemente el abusador en serie más prolífico asociado con la Iglesia de Inglaterra”, involucrando a “hasta 130 niños y jóvenes”. El informe criticó a Welby por no dar seguimiento a las afirmaciones de sus subordinados de que habían transmitido el asunto a la policía después de que se le informó por primera vez de las acusaciones en 2013. La Iglesia dejó que Smyth residiera en África donde murió en 2018 sin ser juzgado.
El 12 de noviembre de 2024, Welby ha anunciado su renuncia por el escándalo de abusos, tras haber hablado con el rey Carlos III, gobernador supremo de la Iglesia de Inglaterra. En su declaración de renuncia, Welby dice: "debo asumir la responsabilidad personal e institucional por el largo y traumático período entre 2013 y 2024". Su renuncia fue bien acogida.
El 20 de noviembre se anunció que dejará sus funciones como arzobispo de Canterbury el 6 de enero de 2025. Su discurso final en la Cámara de los Lores el 5 de diciembre de 2024 fue criticado por su tono y contenido después de que pareciera restar importancia a las circunstancias de su renuncia.
Welby completó sus funciones oficiales el 6 de enero de 2025 (su 69.° cumpleaños). Hasta que se nombre un sucesor, las funciones oficiales del arzobispo han sido delegadas principalmente a Stephen Cottrell, arzobispo de York, y también a Sarah Mullally, obispo de Londres, y Rose Hudson-Wilkin, obispo de Dover. La renuncia de Welby se hizo oficial a la medianoche del 7 de enero de 2025, como lo declaró el Rey en Consejo el 18 de diciembre.
| Predecesor: Rupert Hoare   | Deán de Liverpool 2007-2011       | Sucesor: Pete Wilcox    |
| Predecesor: N. T. Wright   | Obispo de Durham 2011-2013        | Sucesor: Paul Butler    |
| Predecesor: Rowan Williams | Arzobispo de Canterbury 2013-2025 | Sucesor: Por determinar |